# Alessandro Casalini
Alessandro Tommaso Augusto Maria Casalini (Rovigo, 28 agosto 1839 – Roma, 17 marzo 1921) è stato un politico e industriale italiano.

## Biografia

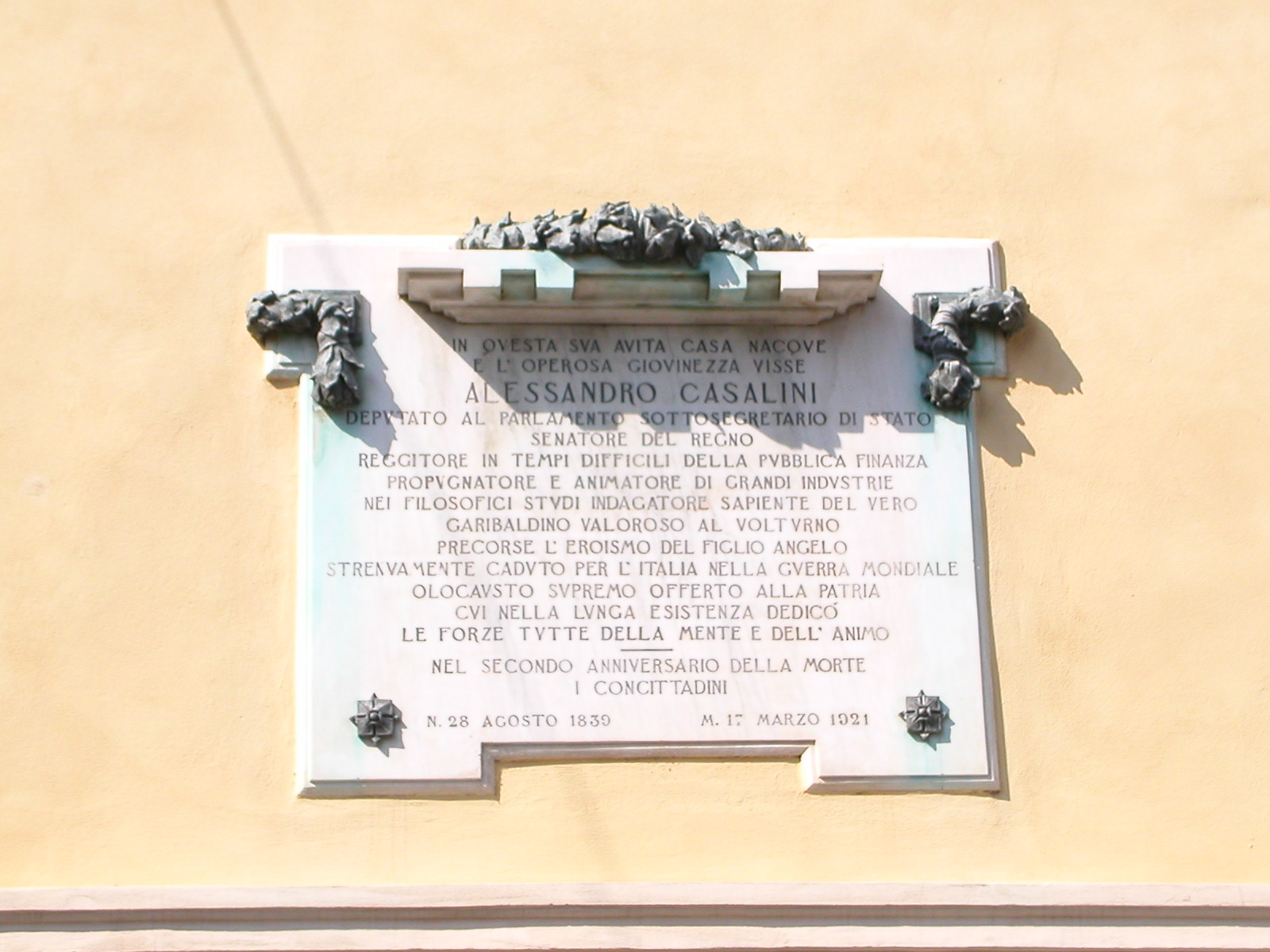
Rovigo: Lapide commemorativa murata sulla facciata del palazzo che ne diede i natali e dove visse in giovinezza.

Primogenito di Vincenzo e Teresa Durazzo, apparteneva ad una delle più importanti famiglie polesane. Dopo aver compiuto gli studi liceali a Verona, frequentò la facoltà di matematica all'Università degli Studi di Padova. Riuscì ad arruolarsi nel giugno 1860 nella seconda spedizione in Sicilia al seguito del generale Giacomo Medici.
Combatté con il fratello minore Giovanni Battista nella battaglia del Volturno.
Rientrò in Veneto dopo l'annessione di questo all'Italia nel 1866 e viene nominato commissario per l'istruzione.
L'anno successivo viene eletto presidente dell'Accademia dei Concordi.
Nel 1870 viene eletto dal collegio di Lendinara al Parlamento come rappresentante della destra storica. Difensore della discussa tassa sul macinato, con la nascita del governo Minghetti II Casalini fu nominato segretario alle Finanze. Durante il suo mandato perfezionò la tassa sul macinato e elaborò, su richiesta di Minghetti, nuove imposte volte a rimpinguare le casse statali.
Dopo la sconfitta della destra storica alle elezioni del 1876, alle quali non si presentò, si avviò ad intraprendere l'attività di imprenditore nel campo industriale e finanziario. In questa fase si avvicinò al finanziere Domenico Balduino, con il quale condivise le fortunate strategie del Credito Mobiliare, strettamente legate agli appalti pubblici e ai monopoli statali. Una volta troncati i rapporti con Balduino si avvicinò all'imprenditore Vincenzo Stefano Breda che lo nominò direttore tecnico delle Acciaierie di Terni. A causa delle gravi difficoltà dell'impresa, dovuti principalmente a piani di sviluppo errati e ad errori del Breda, Casalini venne nominato vicepresidente nel maggio 1887. Nel 1891 fu nominato presidente delle Acciaierie, ciò nonostante non riuscì a risolvere i problemi finanziari che affliggevano l'impresa e nel 1894 lasciò la presidenza.
Riavvicinatosi alla politica, grazie all'aiuto del fratello Giovanni Battista, nel 1895 riuscì ad essere rieletto deputato per il collegio di Rovigo per la XIX legislatura. Nel 1898 difese l'operato del generale Fiorenzo Bava Beccaris in occasione della brutale repressione dei moti di Milano.
Battuto dal candidato repubblicano Italo Pozzato nel 1900, Casalini si ritirò dalla politica. Si dedicò a quindi a studi filosofici e allo sviluppo della stazione termale di Fiuggi.
Nel 1914, su designazione di Salandra, viene nominato senatore.

Il 17 marzo 1921 così fu ricordato dal vicepresidente Filippo Torrigiani:
«Onorevoli colleghi! Questa mattina, in Roma, si è spenta la nobile operosa vita di Alessandro Casalini. »
Il ministro delle finanze Luigi Facta così lo ricordò:
«Sono tanti e tali i servigi resi alla patria dal senatore Casalini, e come membro del Parlamento e come membro del Governo, che si può ben dire oggi che, scomparendo la sua figura, scompare una delle figure più complete della vita italiana. Noi c'inchiniamo con riverenza alla sua memoria, pensando che nel momento, in cui ci è difficile distinguere quali siano fra le sue molte doti di cultura e di ingegno le più preminenti, possiamo tuttavia raccogliere queste doti in una sola sintesi e colla nostra memore devozione offrirle come omaggio all'uomo insigne che purtroppo l'Italia ha perduto.»
Il figlio Enzo, fascista della prima ora, fu il principale promotore e finanziatore dello squadrismo polesano.

## Omaggi
Una strada del centro di Rovigo, sulla quale si affaccia Palazzo Casalini, è stata intitolata ad Alessandro Casalini. Sono intitolate a lui anche delle vie a Villadose e a Fiuggi. Sul palazzo fu affissa in occasione del secondo anniversario della morte una targa in ricordo di Casalini.